# Avully
Avully – gmina (fr. commune; niem. Gemeinde) w Szwajcarii, w kantonie Genewa.  

## Demografia
W Avully mieszka 1 756 osób. W 2020 roku 18,1% populacji gminy stanowiły osoby urodzone poza Szwajcarią.

## Transport
Przez teren gminy przebiega droga główna nr 103.